# Districtul Phu Luang
Phu Luang (în thailandeză ภูหลวง) este un district (Amphoe) din provincia Loei, Thailanda, cu o populație de 23.069 de locuitori și o suprafață de 595,0 km².

## Componență
Districtul este subdivizat în 5 subdistricte (tambon), care sunt subdivizate în 43 de sate (muban).
| Nr. | Nume          | În thailandeză | Sate | Locuitori |  |
| --- | ------------- | -------------- | ---- | --------- |  |
| 1.  | Phu Ho        | ภูหอ            | 10   | 6,420     |  |
| 2.  | Nong Khan     | หนองคัน         | 9    | 4,601     |  |
| 4.  | Huai Sisiat   | ห้วยสีเสียด       | 8    | 3,966     |  |
| 5.  | Loei Wang Sai | เลยวังไสย์       | 8    | 4,138     |  |
| 6.  | Kaeng Si Phum | แก่งศรีภูมิ        | 8    | 3,944     |  |

Geocode 3 is not used.